# Deux Mélodies, op. 20 (Roussel)
Pour les articles homonymes, voir Deux mélodies.
Deux mélodies, op. 20, est un recueil de mélodies pour chant et piano d'Albert Roussel composées en 1919 sur des poèmes de René Chalupt.

## Présentation

### Mélodies
Les Deux mélodies sont, :
1. Le Bachelier de Salamanque, « animé », à 
, dédié à Jacques Durand ;
2. Sarabande, « très modéré », à 
, dédié à Mme Lucy Vuillemin (nl).

Les manuscrits autographes de Roussel sont respectivement datés des 2 février 1919 et 19 mars 1919, à Paris. Outre les versions pour chant et piano, le compositeur est l'auteur de versions pour chant et orchestre des mélodies.
Les partitions sont publiées en 1919 par Durand. Une version des mélodies avec textes en anglais, par Rosa Newmarch (en), est éditée la même année. Les Deux mélodies figurent également dans le recueil Six mélodies publié en 1929.
L'ensemble porte le numéro d'opus 20 et, dans le catalogue des œuvres du compositeur établi par la musicologue Nicole Labelle, le numéro L 22.

### Textes
Les textes des mélodies sont dus à René Chalupt,.
Le Bachelier de Salamanque sera publié dans Onchets, en 1926, et Sarabande est extrait de Interludes.

## Instrumentation
Les versions orchestrées des mélodies requièrent :
- Le Bachelier de Salamanque : 2 flûtes, 2 hautbois, 2 clarinettes (en si ), 2 bassons, 2 cors en fa, 2 trompettes en ut, percussions (triangle, cymbales, grosse caisse), 1 harpe, mezzo-soprano, les cordes ;
- Sarabande : 2 flûtes, 2 hautbois, 2 clarinettes (en la), 2 bassons, 2 cors en fa, 2 trompettes en ut, triangle, célesta, soprano, les cordes.

## Création
Les Deux mélodies sont créées le 27 décembre 1919 à la salle des Agriculteurs à Paris, par la cantatrice Lucy Vuillemin et Louis Vuillemin au piano, lors d'un concert de la Société nationale de musique,.
La version orchestrale du recueil est donnée en première audition le 9 décembre 1928 à la salle Pleyel, par Claire Croiza et l'Orchestre symphonique de Paris dirigé par Walter Rummel.

## Analyse
Pour Gilles Cantagrel, les Deux mélodies op. 20 sont un « chef-d'œuvre d'ironie et de séduction ».
La première mélodie du cycle, Le Bachelier de Salamanque, peint « une sérénade interrompue par le rythme immuable d'un piano qui se fait guitare ». L'accompagnement du piano, riche en quintes à vide, secondes et sixtes abaissées, expose en effet une figure initiale de quatre doubles croches suivie de croches en staccato, « comme des cordes grattées ». L'ensemble se répète, sous une narration qui est « le fait d'un témoin interpellant le « bachelier » en un débit rapide presque parlé ». Une deuxième partie, plus lente, évoque « le couvre-feu avant que, revenant au premier tempo, le témoin ne rappelle la prison menaçant les donneurs de sérénade — à quoi bon, puisque la belle reste indifférente aux soupirs de l'importun (très modéré, mouvement syncopé) ». La conclusion s'effectue « sur le rire étouffé d'un long glissando murmuré » : l'« amoureux est éconduit par un spirituel glissando évoquant le rire moqueur de la fille de l'Almirante », relève Damien Top.
La deuxième mélodie, Sarabande, est un « des rares poèmes d'amour heureux élus par Roussel ». Pour Damien Top, la mélodie « ressuscite les « Fêtes Galantes » dans un parc aristocratique, avec rêverie près d'une fontaine nimbée de clarté lunaire ». Dans le texte, « la femme aimée est contemplée dans un jardin parmi les tourterelles et les jets d'eau ». Musicalement, le piano rend « sensibles la fluidité de l'eau, les rumeurs du jardin ou les frissons de la chair nue de l'amante : une figure de triolets de doubles croches suivi d'une croche parcourt la page, se transformant ou se diluant pour modifier les éclairages de ce paysage de l'âme, tandis que des dissonances teintent l'air d'un érotisme diffus ».
Pour Damien Top, après les Deux mélodies de l'opus 19 de Roussel, portant les stigmates de la Première Guerre mondiale, l'opus 20 « (début 1919, l'extraordinaire Bachelier de Salamanque et la délicieuse Sarabande, deux des plus belles mélodies du répertoire) atteste le calme et la malice recouvrés ».
La durée moyenne d'exécution de l’ensemble est de quatre minutes trente environ.

## Discographie
- Albert Roussel : les mélodies (intégrale) — Marie Devellereau (soprano), Yann Beuron (ténor), Laurent Naouri (baryton), Billy Eidi (piano), Timpani 2C2064 (2001)[9].
- Albert Roussel Edition (CD 9) — José van Dam (baryton-basse), Kurt Ollmann (en) (baryton), Dalton Baldwin (piano), Erato 0190295489168 (2019)[10].

### Ouvrages généraux
- Gilles Cantagrel, « Albert Roussel », dans Brigitte François-Sappey et Gilles Cantagrel (dir.), Guide de la mélodie et du lied, Paris, Fayard, coll. « Les Indispensables de la musique », 1994, 916 p. (ISBN 2-213-59210-1), p. 571-577.

### Monographies
- Caroline Bouju et Jean-Christophe Marti, « Catalogue des œuvres », dans École normale de musique de Paris, Jean Austin (dir.), Albert Roussel, Paris, Actes Sud, 1987, 125 p. (ISBN 2-86943-102-3), p. 46–95.

- Nicole Labelle, Catalogue raisonné de l'œuvre d'Albert Roussel, Louvain-la-Neuve, Département d'archéologie et d'histoire de l'art, Collège Érasme, coll. « Publications d'histoire de l'art et d'archéologie de l'Université catholique de Louvain » (no 78), 1992, 159 p.
- Damien Top, Albert Roussel : Un marin musicien, Biarritz, Séguier, coll. « Carré Musique », 2000, 170 p. (ISBN 2-84049-194-X).
- Damien Top, Albert Roussel, Paris, Bleu nuit éditeur, coll. « Horizons » (no 53), 2016, 176 p. (ISBN 978-2-35884-062-0).